# الجعلف
ال-جعلف یک منطقهٔ مسکونی در یمن است که در استان صنعا واقع شده‌است.